# Partido Pirata (España)
El Partido Pirata (siglas: PIRATA, según sus estatutos) es un partido político español inscrito en el Registro de Partidos Políticos del Ministerio del Interior el 22 de enero de 2007y eliminado del mismo registro el 28 de junio de 2022. Trataba principalmente temas relacionados con las tecnologías de la información y la comunicación, la red y la defensa de las libertades civiles en el mundo digital.
Así, apoyaba la democracia directa, la neutralidad de la red, el software libre, el libre acceso a la cultura o la reforma del sistema de patentes y derechos de autor.
Guardó estrecha relación con el resto de partidos del mismo nombre creados en otros países a partir de la fundación del primer Partido Pirata en Suecia en 2006, compartiendo gran parte de su filosofía con ellos.

## Ideología
Durante su tiempo de actividad, el Partido Pirata no se consideró ni de izquierdas ni de derechas. Sus objetivos principales pasaban por prestar atención a la defensa de los derechos y libertades de los ciudadanos, tanto dentro como fuera de Internet, proponiendo una reforma de la Ley de Servicios de la Sociedad de Información de España (LSSI), la creación de una legislación adecuada para el RFID, la accesibilidad de la cultura, la consideración de Internet como un servicio básico y neutral y el uso de software libre en la administración.
Proponían además una modificación del actual sistema de derechos de autor y patentes, suprimiendo el canon digital, así como evitando los monopolios privados, las patentes de software y la censura en Internet, apoyando asimismo los medios de comunicación comunitarios sin ánimo de lucro.
El Partido Pirata trabajó activamente para asegurar que las administraciones y poderes públicos utilicen software de código libre. Relacionado con lo anterior, promovían una política de código abierto, defendiendo el establecimiento de una democracia directa, frente a la delegatoria, que sea además transparente para los ciudadanos.

## Trayectoria
En noviembre de 2009, tras casi tres años de su creación, el partido contaba con 133 afiliados, no tenía una sede propia y no pudo presentarse a las elecciones europeas de ese año por no haber reunido las firmas necesarias, expresando su presidente la consciencia de que el partido aún no había obtenido resultados y que lo que pretendían, por el momento, era darle visibilidad.
Se opusieron a la aprobación de la llamada Ley-Sinde, la disposición final segunda de la Ley de Economía Sostenible.
La agrupación autonómica de Madrid se presentó a las municipales del 2011 consiguiendo 4.631 votos, siendo la décima fuerza más votada en el municipio con un 0,30% de los votos. En esas mismas elecciones también se presentaron la agrupación de Málaga, con resultados similares,
En las Elecciones generales de España de 2011, debido a la necesidad de obtener avales, consiguieron presentarse en 4 provincias: Huesca, Teruel, Castellón y Pamplona.
El 10 de diciembre de 2011, celebró en Fuenlabrada (Madrid) su VIII Asamblea extraordinaria, en la que se eligió una nueva Junta Directiva Nacional y una nueva Comisión de Derechos y Garantías, quedando como presidente del partido Ultano Peña Jaquete y como secretario Antonio Navarro Álvarez.

Con la dimisión de Ultano Peña Jaquete y de Antonio Navarro por discrepancias internas, Daniel Bonfils accedió a la presidencia del partido y Manuel Barbero fue nombrado nuevo secretario en el año 2013, tras un proceso interno de votación.
En el año 2014, el gran número de problemas internos entre los afiliados, de diversos problemas de la infraestructura interna del partido y la dimisión y desaparición de responsables en diversos órganos del partido, PIRATA se encontraba durante dos años prácticamente paralizado, impidiendo que pudiera presentarse a las Elecciones al Parlamento Europeo de 2014 y convocar una nueva asamblea para renovar sus cargos. En esta situación, Daniel Bonfils dimitió como presidente, accediendo al cargo Amparo Peiró Gómez, la vicepresidenta.

## Estructura territorial
PIRATA es un partido federal, organizado en Agrupaciones Territoriales a diversos niveles, terminadas en PIRATA, el partido nacional. Tuvo diversas agrupaciones en Cataluña, Madrid, Aragón, Extremadura, Murcia, Galicia, Navarra, Andalucía, Comunidad Valenciana, Ceuta, La Rioja y País Vasco.
En el año 2010, una parte de la agrupación territorial de Cataluña optó por constituir su propio partido, Pirates de Catalunya.

## Simbología
PIRATA utilizó el logotipo creado por el Partido Pirata de Suecia, incluyendo cuatro puntos de ruptura en la circunferencia que envuelve a la bandera pirata. Cada uno de estos puntos simboliza un punto del Ideario Pirata. De estos cuatro puntos de ruptura, el situado a la izquierda queda abierto, formando una letra C invertida, símbolo del Copyleft.

## Disolución
Extinguido judicialmente el 28 de junio de 2022, momento en el que la Dirección General de Política Interior efectua la cancelación de la inscripción del partido.

## Resultados Electorales

### Elecciones generales de España de 2011
El 20 de noviembre de 2011 se celebraron las elecciones generales de las cuales salió ganador el Partido Popular. El partido PIRATA no obtuvo ningún escaño.

#### Congreso de los Diputados
| Circunscripción   | Comunidad Autónoma | Votos | Porcentaje válido | Escaños |
| ----------------- | ------------------ | ----- | ----------------- | ------- |
| Navarra           | Navarra            | 1.794 | 0,54%             | 0       |
| Castellón         | Valencia           | 999   | 0,33%             | 0       |
| Teruel            | Aragón             | 219   | 0,28%             | 0       |
| Huesca            | Aragón             | 397   | 0,33%             | 0       |
| Total presentadas |                    | 000   | 0.00%             | 0       |
| Total estatal     |                    | 000   | 0.00%             | 0       |

#### Senado
| Circunscripción   | Comunidad Autónoma | Cand. 1 | % C1  | Cand. 2 | % C2  | Cand. 3 | % C3  | Escaños |
| ----------------- | ------------------ | ------- | ----- | ------- | ----- | ------- | ----- | ------- |
| Navarra           | Navarra            | 2.273   | 0,71% | 0       | 0%    | 000     | 0,00% | 0       |
| Castellón         | Valencia           | 2.316   | 0,8%  | 0       | 0%    | 000     | 0,00% | 0       |
| Total presentadas |                    | 000     | 0,00% | 0,00    | 00%   | 000     | 00%   | 0       |
| Total estatal     |                    | 000     | 0,00% | 0,00    | 0,00% | 000     | 0,00% | 0       |